# Finnåstjärnen, Dalarna
Finnåstjärnen är en sjö i Ludvika kommun i Dalarna och ingår i Göta älvs huvudavrinningsområde.